# 안경공주
안경공주 주씨(安慶公主 朱氏, ? ~ ?)는 명나라 초기의 공주로, 명 태조 주원장(홍무제)의 4녀다. 명 태조와 효자고황후 마씨의 둘째 딸이며, 영국공주의 동복 여동생이다.

## 행적
홍무 14년 12월 8일(1381년 12월 23일), 도독 구양씨(歐陽氏)의 아들인 구양륜과 결혼하였다. 이후 어떻게 되었는지 알 수 없다.

### 내용주
1. ↑  이름자는 전해지지 않는다.

### 참조주
1. ↑  중앙연구원 음양력 변환기
2. ↑  (명) 저자 미상, 《천황옥첩(天潢玉牒)》
3. ↑  (청) 장정옥 외, 《명사》, 권121 열전 제9 공주 중 태조의 열 여섯 딸
4. ↑  《명태조실록》 제140권, 홍무 14년(1381) 12월 8일(무오) 1번째 기사